# Malva (colore)
Il malva è una tonalità pallida di un colore fra il lilla e il lavanda, una delle tante gradazioni del viola.

## Malva
Mostrato a destra il colore malva.  È più un grigio o un blu che una tinta più chiara di magenta. Molti fiori selvatici che vengono comunemente definiti "blu" sono in realtà malva.

## Malva chiaro
Questo colore è anche chiamato lilla chiaro.  

## Malva opera
Il termine malva opera per il colore mostrato a destra fu coniato nel 1927.

## Malva talpa
La prima volta che si è usato il termine malva talpa per indicare il colore mostrato a destra è stato nel 1925.

## Confronto dei malva
- Malva chiaro (Hex: #DCD0FF) (RGB: 220, 208, 255)
- Malva (Hex: #E0B0FF) (RGB: 224, 176, 255)
- Malva opera (Hex: #B784A7) (RGB: 183, 132, 167)
- Malva talpa (Hex: #915F6D) (RGB: 145, 95, 109)